# 百舌鳥駅

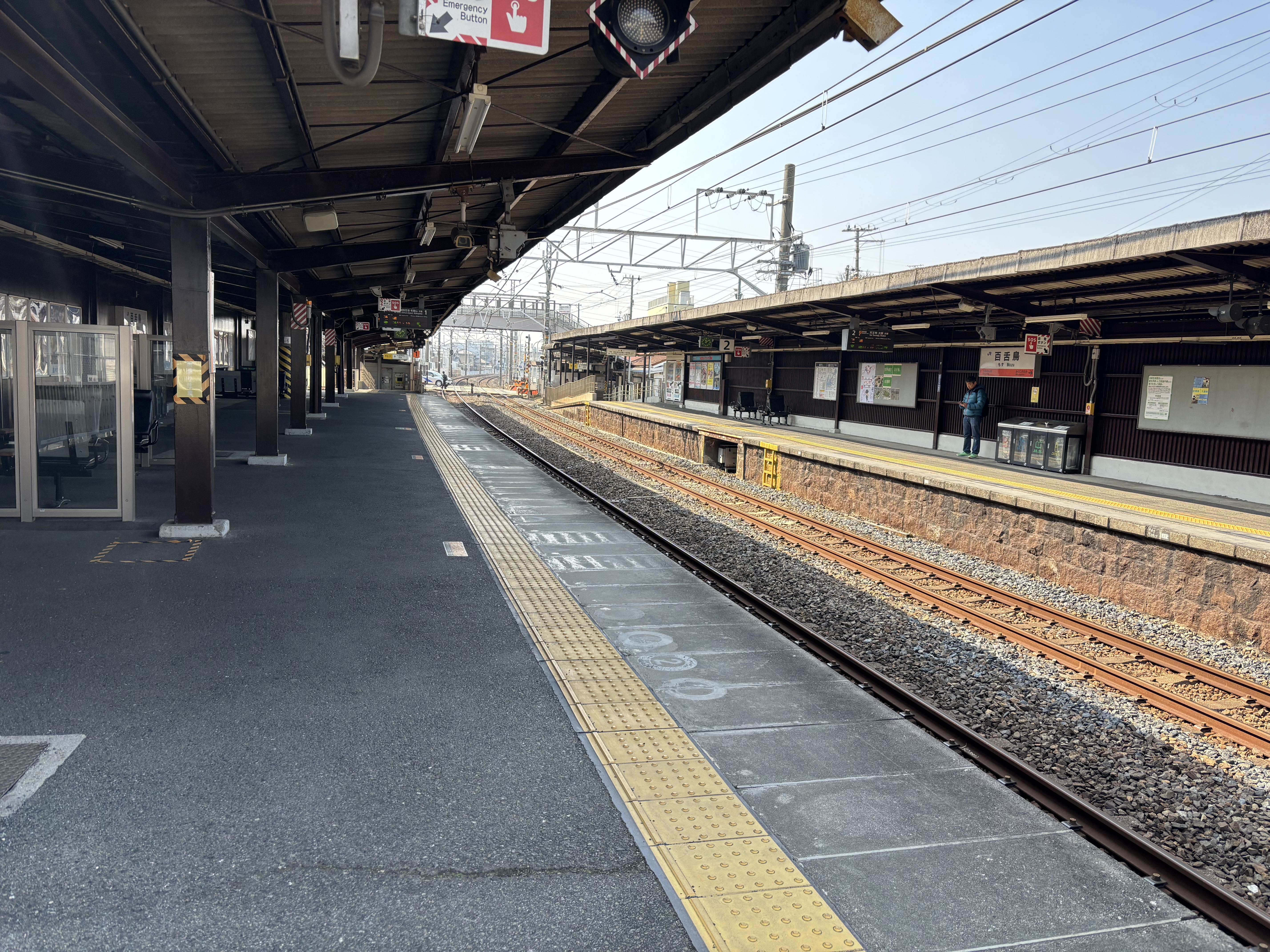
プラットホーム（2025年2月）

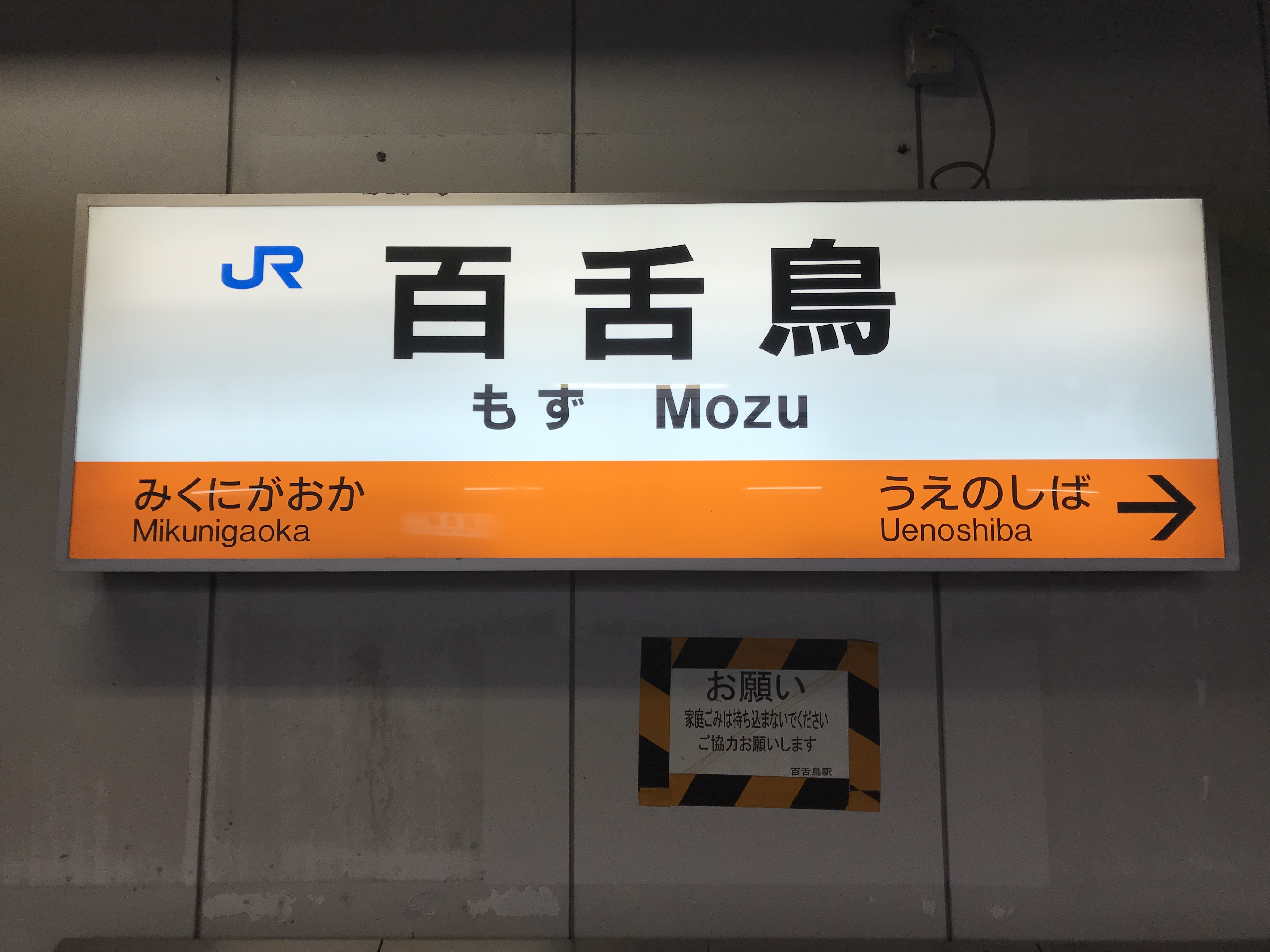
駅名標（2019年1月）

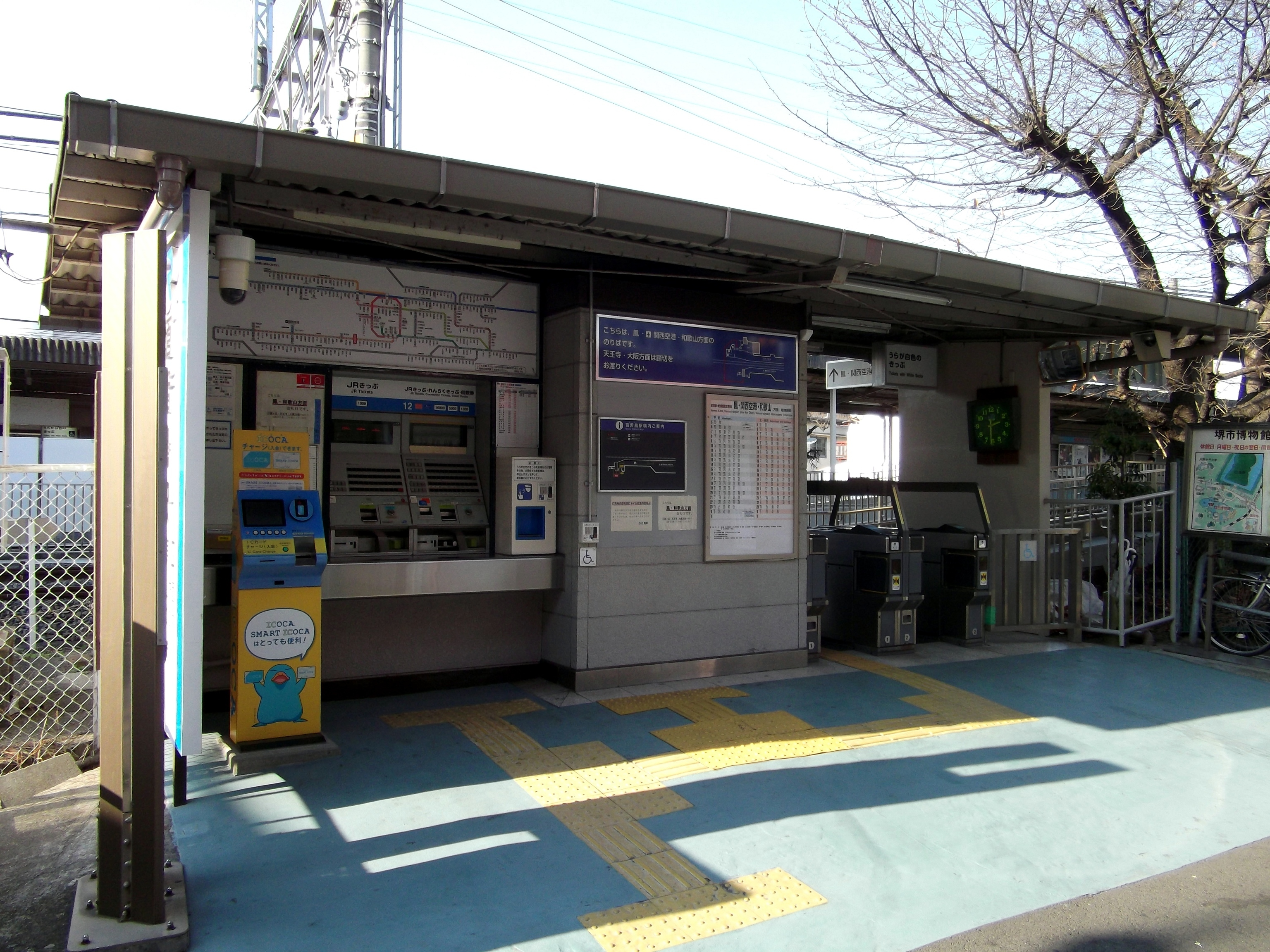
和歌山方面改札口（東口・2011年1月）

百舌鳥駅（もずえき）は、大阪府堺市堺区百舌鳥夕雲（もずせきうん）町二丁目にある、西日本旅客鉄道（JR西日本）阪和線の駅である。駅番号はJR-R30。
JR駅の中でも、仮名（もず）よりも漢字（百舌鳥）の方が字数が多い唯一の駅である。

## 歴史
- 1929年（昭和4年）7月18日：阪和電気鉄道の阪和天王寺駅（現在の天王寺駅） - 和泉府中駅間開業時に仁徳御陵前停留場（にんとくごりょうまえていりゅうじょう）として設置[1]。
- 1938年（昭和13年）5月：百舌鳥御陵前停留場（もずごりょうまえていりゅうじょう）に改称[1]。
- 1939年（昭和14年）上半期：ホームを補修・延長[2]。
- 1940年（昭和15年）12月1日：阪和電気鉄道が南海鉄道と合併、南海山手線の停留場となる[3]。
- 1944年（昭和19年）5月1日：戦時買収により国有化され、運輸通信省（国鉄）阪和線所属となる[3]。同時に駅に昇格し百舌鳥駅に改称[1]。
- 1972年（昭和47年）4月1日：荷物扱い廃止[1]。
- 1987年（昭和62年）4月1日：国鉄分割民営化により、西日本旅客鉄道（JR西日本）の駅となる[1][3]。
- 1989年（平成元年）：大仙公園で開催の「オランダフェスティバル・ダッハらんど'89大阪」に合わせ、昼間時に一部の快速列車が臨時停車。
- 1992年（平成4年）11月1日：みどりの窓口営業開始。
- 1993年（平成5年）7月1日：阪和線運行管理システム（初代）導入。
- 1998年（平成10年）6月2日：自動改札機を設置し、供用開始[4]。
- 2003年（平成15年）11月1日：ICカード「ICOCA」の利用が可能となる[5]。
- 2010年（平成22年）2月20日：駅舎リニューアル工事が完了。
- 2013年（平成25年）9月28日：阪和線運行管理システムを2代目のものに更新。
- 2014年（平成26年）
  - 2月5日：みどりの窓口の営業が終了。
  - 2月6日：みどりの券売機プラスが稼動開始。
- 2018年（平成30年）3月17日：駅ナンバリングが導入され、使用を開始。

## 駅構造
相対式ホーム2面2線を有する地上駅で、分岐器のない棒線駅の構造であるが、踏切長時間鳴動対策のために駅前後の信号機が絶対信号機に変更されたため、停留所ではなく停車場である。
上下線別々に改札口があり、入場後のホーム間の移動はできない。上下線共に改札口は日根野側にある。改札とホームとはスロープだけで結ばれている。
鳳駅が管理し、JR西日本交通サービスが駅業務を受託する業務委託駅である。
かつては西口にみどりの窓口が存在したが、2014年2月5日をもって営業を終了し、2月6日よりみどりの券売機プラスが稼動した。ICカード「ICOCA」を利用することができる（相互利用可能ICカードはICOCAの項を参照）。

### のりば
| のりば | 路線   | 方向 | 行先                     |
| ------ | ------ | ---- | ------------------------ |
| 1      | 阪和線 | 下り | 鳳・関西空港・和歌山方面 |
| 2      | 阪和線 | 上り | 天王寺・大阪方面         |

## 利用状況
2023年（令和5年）度の一日平均乗車人員は3,354人である。
各年度の1日の平均乗車人員は以下の通りである。
| 年度               | 1日平均 乗車人員 | 出典          |
| ------------------ | ---------------- | ------------- |
| 1988年（昭和63年） | 5,006            | [ 大阪府 1 ]  |
| 1989年（平成元年） | 5,550            | [ 大阪府 1 ]  |
| 1990年（平成02年） | 4,885            | [ 大阪府 2 ]  |
| 1991年（平成03年） | 5,089            | [ 大阪府 3 ]  |
| 1992年（平成04年） | 5,172            | [ 大阪府 4 ]  |
| 1993年（平成05年） | 5,142            | [ 大阪府 5 ]  |
| 1994年（平成06年） | 5,160            | [ 大阪府 6 ]  |
| 1995年（平成07年） | 5,151            | [ 大阪府 7 ]  |
| 1996年（平成08年） | 5,169            | [ 大阪府 8 ]  |
| 1997年（平成09年） | 4,984            | [ 大阪府 9 ]  |
| 1998年（平成10年） | 4,790            | [ 大阪府 10 ] |
| 1999年（平成11年） | 4,595            | [ 大阪府 11 ] |
| 2000年（平成12年） | 4,518            | [ 大阪府 12 ] |
| 2001年（平成13年） | 4,336            | [ 大阪府 13 ] |
| 2002年（平成14年） | 4,154            | [ 大阪府 14 ] |
| 2003年（平成15年） | 4,179            | [ 大阪府 15 ] |
| 2004年（平成16年） | 4,131            | [ 大阪府 16 ] |
| 2005年（平成17年） | 4,018            | [ 大阪府 17 ] |
| 2006年（平成18年） | 3,890            | [ 大阪府 18 ] |
| 2007年（平成19年） | 3,730            | [ 大阪府 19 ] |
| 2008年（平成20年） | 3,702            | [ 大阪府 20 ] |
| 2009年（平成21年） | 3,690            | [ 大阪府 21 ] |
| 2010年（平成22年） | 3,828            | [ 大阪府 22 ] |
| 2011年（平成23年） | 3,830            | [ 大阪府 23 ] |
| 2012年（平成24年） | 3,935            | [ 大阪府 24 ] |
| 2013年（平成25年） | 4,031            | [ 大阪府 25 ] |
| 2014年（平成26年） | 3,978            | [ 大阪府 26 ] |
| 2015年（平成27年） | 4,036            | [ 大阪府 27 ] |
| 2016年（平成28年） | 3,960            | [ 大阪府 28 ] |
| 2017年（平成29年） | 3,904            | [ 大阪府 29 ] |
| 2018年（平成30年） | 3,888            | [ 大阪府 30 ] |
| 2019年（令和元年） | 3,921            | [ 大阪府 31 ] |
| 2020年（令和02年） | 3,084            | [ 大阪府 32 ] |
| 2021年（令和03年） | 3,094            | [ 大阪府 33 ] |
| 2022年（令和04年） | 3,303            | [ 大阪府 34 ] |
| 2023年（令和05年） | 3,354            | [ 大阪府 35 ] |

## 駅周辺
周辺は百舌鳥古墳群と呼ばれるエリアで、百舌鳥駅はその中心古墳である仁徳天皇陵（大仙陵古墳）の最寄り駅である(ただし、大仙陵古墳へのアクセスは快速電車が停車する隣の三国ヶ丘駅で降りる人が多い)。
- 仁徳天皇陵（大仙陵古墳）
- 御廟山古墳
- いたすけ古墳
- 長塚古墳
- 大仙公園
  - 堺市博物館
  - 堺市立中央図書館
  - 日本庭園
  - 堺市都市緑化センター
- 百舌鳥八幡宮
- 万代寺
- 円通寺
- 大阪府立堺支援学校
- 堺歯科衛生士専門学校
- 日本郵便 堺赤畑町郵便局

### バス路線
「もず駅前」停留所にて、南海バス（東山営業所）の路線が発着する。
- 140系統：堺東駅前/あみだ池

なお、堺東駅前行きは踏切の東側に降り場が、西側に乗り場がある。西側の乗り場はもともとは深井駅行きと変わらない位置にあったが、民家の前で車道との隙間も少なく、大仙公園の入り口近くにまで移動している。このため、駅からは250mほど離れている。

## 隣の駅
西日本旅客鉄道（JR西日本）
 阪和線
■関空快速・■紀州路快速・■快速・■直通快速・■区間快速
通過
■普通
三国ケ丘駅 (JR-R29) - 百舌鳥駅 (JR-R30) - 上野芝駅 (JR-R31)

### 記事本文

### 利用状況
1. ↑  大阪府統計年鑑 - 大阪府

大阪府統計年鑑
1. 1 2  大阪府統計年鑑（平成2年） (PDF)
2. ↑  大阪府統計年鑑（平成3年） (PDF)
3. ↑  大阪府統計年鑑（平成4年） (PDF)
4. ↑  大阪府統計年鑑（平成5年） (PDF)
5. ↑  大阪府統計年鑑（平成6年） (PDF)
6. ↑  大阪府統計年鑑（平成7年） (PDF)
7. ↑  大阪府統計年鑑（平成8年） (PDF)
8. ↑  大阪府統計年鑑（平成9年） (PDF)
9. ↑  大阪府統計年鑑（平成10年） (PDF)
10. ↑  大阪府統計年鑑（平成11年） (PDF)
11. ↑  大阪府統計年鑑（平成12年） (PDF)
12. ↑  大阪府統計年鑑（平成13年） (PDF)
13. ↑  大阪府統計年鑑（平成14年） (PDF)
14. ↑  大阪府統計年鑑（平成15年） (PDF)
15. ↑  大阪府統計年鑑（平成16年） (PDF)
16. ↑  大阪府統計年鑑（平成17年） (PDF)
17. ↑  大阪府統計年鑑（平成18年） (PDF)
18. ↑  大阪府統計年鑑（平成19年） (PDF)
19. ↑  大阪府統計年鑑（平成20年） (PDF)
20. ↑  大阪府統計年鑑（平成21年） (PDF)
21. ↑  大阪府統計年鑑（平成22年） (PDF)
22. ↑  大阪府統計年鑑（平成23年） (PDF)
23. ↑  大阪府統計年鑑（平成24年） (PDF)
24. ↑  大阪府統計年鑑（平成25年） (PDF)
25. ↑  大阪府統計年鑑（平成26年） (PDF)
26. ↑  大阪府統計年鑑（平成27年） (PDF)
27. ↑  大阪府統計年鑑（平成28年） (PDF)
28. ↑  大阪府統計年鑑（平成29年） (PDF)
29. ↑  大阪府統計年鑑（平成30年） (PDF)
30. ↑  大阪府統計年鑑（令和元年） (PDF)
31. ↑  大阪府統計年鑑（令和2年） (PDF)
32. ↑  大阪府統計年鑑（令和3年） (PDF)
33. ↑  大阪府統計年鑑（令和4年） (PDF)
34. ↑  大阪府統計年鑑（令和5年） (PDF)
35. ↑  大阪府統計年鑑（令和6年） (PDF)